# 僕がどんなに君を好きか、君は知らない
『僕がどんなに君を好きか、君は知らない』（ぼくがどんなにきみをすきか、きみはしらない）は、1993年1月21日に発売された郷ひろみ65作目のシングル。

## 解説
郷のバラード3部作の1作目。フジテレビ系ドラマ『正しい結婚』主題歌。本作は楠瀬の1989年の同名アルバム・タイトル曲のカヴァーで、同年10月1日に楠瀬ヴァージョンもシングルCDで発売された。なお楠瀬ヴァージョンは、郷の曲とは一部歌詞が異なる。

## 収録曲
1. 僕がどんなに君を好きか、君は知らない （5分02秒）
  - 作詞:芹沢類／作曲:楠瀬誠志郎／編曲:山本健司
2. 大人たちのFour Season
  - 作詞:郷ひろみ／作曲:小森田実／編曲:難波正司
3. 僕がどんなに君を好きか、君は知らない（オリジナル・カラオケ）

## カヴァー
- 平井堅 - 『Ken's Bar II』 （2009年5月27日）に収録。
- えまおゆう - 宝塚歌劇団OGによるカバーアルバム『麗人 REIJIN』（2015年1月21日）に収録[2]。